# Lucas José Estrada Abadía
Lucas José Estrada Abadia (auch: Lucas Estrada; * 8. Mai 1938 in La Unión (Valle de Cauca), Kolumbien; † 24. August 1981 in New York City, Vereinigte Staaten) war ein kolumbianischer Komponist.

## Leben
Lucas José Estrada Abadia studierte schon in einem frühen Alter am Conservatorio Antonio María Valencia in Cali. Von 1956 bis 1963 studierte er am Conservatorio Nacional in Bogotá. Er studierte Klavier bei Lucía Peréz, Kunstgeschichte und Musikalische Form bei Andrés Pardo Tovar, Kontrapunkt bei Fabio González Zuleta und Komposition bei Roberto Pineda Duque. 1964 ging er nach New York City, um bei Carlos Suriñach (1915–1997) und Julián Borbon zu studieren. Er studierte auch an der Accademia Musicale Chigiana in Siena bei Franco Donatoni und Luigi Dallapiccola.

## Werke (Auswahl)
Ein Programmheft der Universidad Nacional de Colombia aus dem Jahr 2011 und Latin American Classical Composers: A Biographical Dictionary aus dem Jahre 2016 führen folgende Werke auf.
Trilogie aus Kammeropern christlichen Inhalts
- La muerte no es un cuento de hadas [Der Tod ist kein Märchen], 1968
- El gran viaje [Die große Reise], 1968
- Esteban

Ballette
- La consagración de la nada [Die Weihe des Nichts], Ballett, 1962
- Balada de los dos abuelos [Ballade der beiden Großeltern], Ballett

Schauspielmusiken
- Homenaje a García Lorca [Hommage an García Lorca]

Filmmusik
Kammermusik
- Quartett für Violine, Viola, Violoncello und Klavier, 1964 in New York komponiert

Klaviermusik
- Tres piezas para piano. I Allegrocon brio II Andante moderato III Allegro vivace (Bambuco). Die Stücke entstanden zwischen 1962 und 1964 in Bogotá und New York City. Es sind zwei Handschriften bekannt mit unterschiedlichen Tempobezeichnungen. Das erste Mal komplett wurden sie wahrscheinlich 1975 bei einem Konzert des Komponistenzirkels der Turtle Bay School of Music in New York von Rolf Daniel Kolz aufgeführt. In Europa wurde das letzte Stück, Bambuco, mehrere Male von Francesca Maggini, unter anderem in Rhodos und Florenz aufgeführt.

Orgelmusik
- Improvisation über den Choral Ein feste Burg ist unser Gott